# Wimpffen
Wimpffen tudi Wimpfen ali Wümpffen (nemško Grafen von Wimpffen) je ime izvirno württemberške plemiške viteške družine. Njeni  člani so med drugim dosegali visoke vojaške položaje v Svetem rimskem cesarstvu, francoski in avstroogrski vojski. Med njimi so bili tudi pomembni diplomati, državniki, pisatelji, škofje, in drugi cerkveni dostojanstveniki.

## Zgodovina

### Srednji vek
Wimpffen je priimek viteške plemiške hiše. »Izvor hiše Wimpffen se je izgubil v antiki. Dolgo so ga ločili na Frankovsko in Švabsko vejo. Verodostojne listine iz nürnberških arhivov dokazujejo, da je bila ta hiša znana že od 11. stoletja, da je imela v lasti precejšnje premoženje in da je bila ena najuglednejših plemiških družin tistega časa; njihovo družinsko deblo pa lahko sledimo do leta 1363."
Družina Von Wimpffen se je prvotno imenovala Heermann in je imela precej posestev in sicer v  kraju Wimpfen (od 1930 Bad Wimpfen) na reki Neckarju v Haguenauu, kakor tudi v Alzaciji, Augsburgu in Nürnbergu. Glede na svojo prvotno domovino se je imenovala von Wimpfen (tj. od Wimpfena, Wimpfenska).

### Novi vek
Nürnberški meščan Dominik Heermann je 1555 pridobil pisno potrdilo za uporabo grba (nemško Wappenbrief) od cesarja Karla V..
Njegova vnuka Johann Friedrich (* 1581) in Johann Dietrich (* 1583) sta bila 1658 sprejeta med državno plemstvo, kar je potrdil 1781 tudi cesar Jožef II. (1765–1790). Onadva sta začetnika dveh glavnih rodovnih vej.
Veja Johann Friedrich
Začetnik družinske Johann Friedrich-ove veje je bil baron Friedrich Ferdinand Franz von Wimpffen (* 31. marec 1805). Njeni člani so službovali v kraljevih danskih gozdnih službah; ta veje je v moški črti izumrla v 19. stoletju.
Veja Johann Dietrich
Druga, Johann Dietrich-ova veja (znana tudi kot alzaška veja), se je kasneje razcepila v štiri veje glede na štiri sinove: Stanislaus, Franz Ludwig, Georg in Felix-Johann Georg von Wimpffen  (1689–1767). Njihovi potomci še danes živijo v Avstriji, Nemčiji in Združenih državah.

## Grb
Opis grba
Grofovski grb družine von Wimpffen iz leta 1787 prikazuje v rdeči barvi na zeleni podlagi pokončnega, srebrnega in kronanega ovna (=koštruna). Po drugi različici je to jagnje z zlatimi kremplji in rogovi, ki nosijo zlat križ na prednjih nogah; na ščitu sloni grofovska krona nad okronano čelado, iz katere raste oven ščita med dvema rdečima bivoljima rogoma, ovitima z zlatimi listi; prevleka za čelado je rdeča in srebrna.

## Pomembnejši predstavniki
- Franz Karl Eduard von Wimpffen (1776–1842) je bil württemberški generalmajor; cesar Svetega rimskega cesarstva Franc I. ga je povišal v grofovski stan 8. aprila 1797. 1841 je pridobil grad Kainberg pri Gradcu, ki ga ima družina še danes v lasti.
- Franz (Emil Lorenz Heeremann) Graf von Wimpffen (1797–1870), avstrijski general.
- Emmanuel Félix de Wimpffen (nemško Emmanuel Felix Graf von Wimpffen; 1811–1884), francoski general.
- Maximilian von Wimpffen (1770–1854), avstrijski general med Napoleonskimi vojnami.
- Leontij (Leoncij, Leontius) von Wimpffen (1873–1919), ruski škof nemškega porekla, umorjen od boljševikov.
- Pauline von Montgelas (1874–1961, r. kot Pauline Gräfin  von Wimpffen), nemška pisateljica in katoliška bojevnica za človeške, zlasti ženske pravice.
- Alexandre-Stanislas de Wimpffen (1748–1819), francoski pisatelj in potopisec.
- Carl Wilhelm Anton von Wimpffen (1802–1839), danski namestnik v Wieshardi (dänischer Hardesvogt der Wiesharde).
- Emanuel Félix de Wimpffen (1811–1884), francoski general nemškega porekla (Felix von Wimpffen).
- Ferdinand von Wimpffen (1805–1892), danski gozdar.
- Franz Ludwig Wimpffen (1732–1800), nemški častnik v francoski službi.
- Friedrich Hermann von Wimpffen (1784–1845), württemberški generalmajor.
- Georg Siegmund von Wimpffen (Franz Georg Joseph Ludwig Siegmund Dominik Freiherr von Wimpffen zu Mollberg;  1735–1816), avstrijski feldmaršal-lojtant.
- Maximilian von Wimpffen (1770–1854), avstrijski feldmaršal.
- Hedwig Zichy von Wimpffen (1861–1892), žena grofa, politika in pisatelja Avgusta Zičija.
- János L. Wimpffen (* okrog 1950 v Grazu), ameriški moto-športni zgodovinar in raziskovalec avstroogrskih prednikov.
- Siegfried von Wimpffen (1865–1929), grof-dedič za bogatašem Simonom von Sina.
- Victor von Wimpffen (1834–1897), avstrijski kapitan.